# Trésor Toropité
Trésor Toropité (ur. 31 lipca 1994 w Bangi) – środkowoafrykański piłkarz grający na pozycji ofensywnego pomocnika. Od 2022 jest zawodnikiem klubu AS Otohô.

## Kariera klubowa
Swoją karierę Toropité rozpoczął w klubie DFC 8ème Arrondissement. W sezonie 2014 zadebiutował w jego barwach w pierwszej lidze środkowoafrykańskiej. W sezonie 2015 wywalczył z nim mistrzostwo kraju. W sezonie 2018/2019 grał w Olympic Real de Bangui, a w latach 2019-2021 był zawodnikiem AS Tempête Mocaf, z którym w 2021 zdobył Puchar Republiki Środkowoafrykańskiej. W 2021 wrócił do DFC 8ème Arrondissement. W 2022 przeszedł do AS Otohô. W sezonie 2022/2023 został z nim mistrzem Konga.

## Kariera reprezentacyjna
W reprezentacji Republiki Środkowoafrykańskiej Toropité zadebiutował 9 października 2014 roku w przegranym 0:4 towarzyskim meczu z Marokiem.